# LM Ericsson-byggnaden, Södertäljevägen

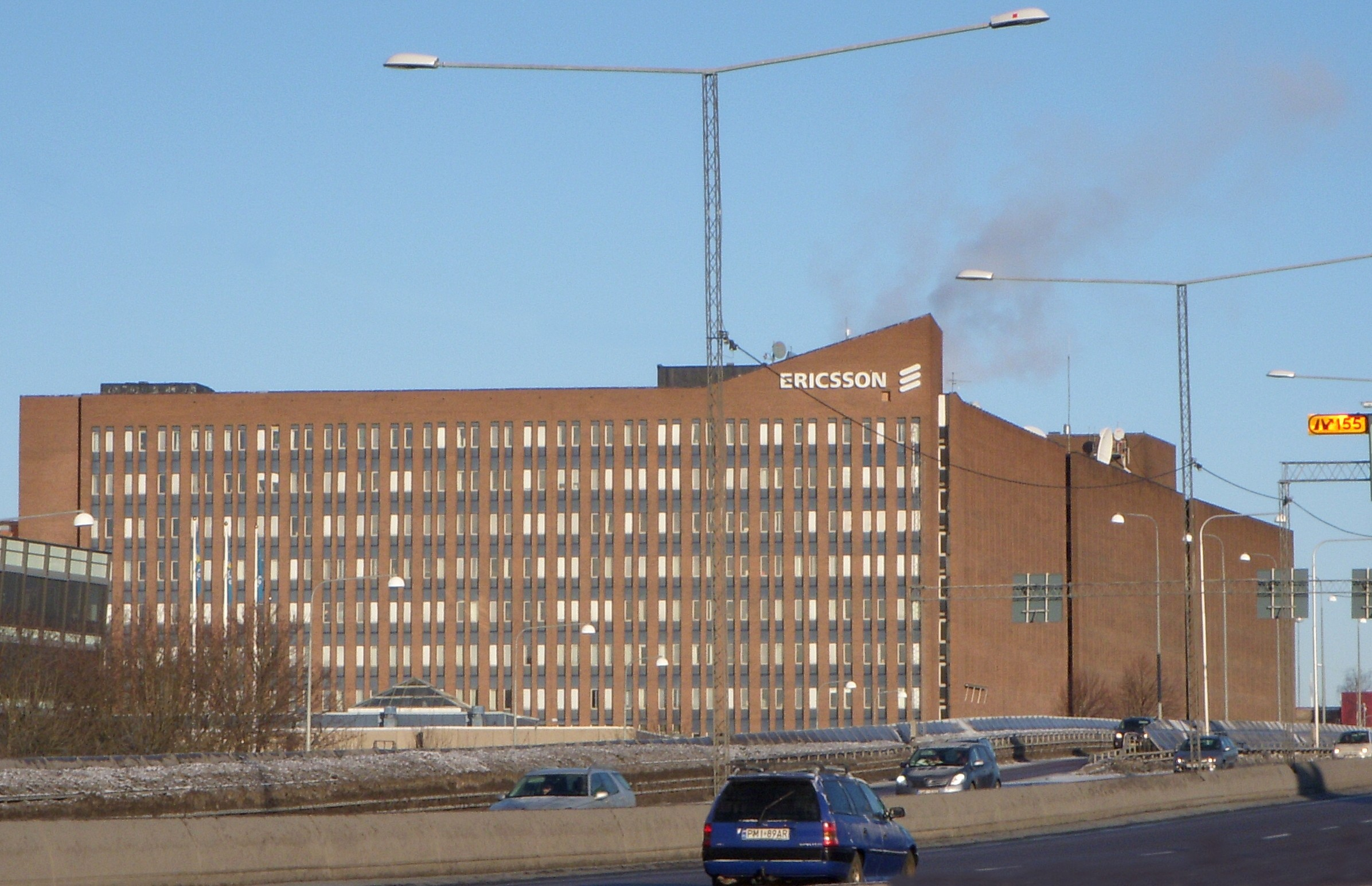
Vy från Södertäljevägen i januari 2011.

LM Ericsson-byggnaden, Södertäljevägen (även kallad Tellusanläggningen) är en tidigare kontorsbyggnad i rött tegel ursprungligen uppförd för företaget LM Ericssons räkning vid nordvästra sidan om Södertäljevägen (E4/E20) i Västberga, Stockholms kommun.

## Bakgrund
I mitten av 1930-talet började LM Ericsson etablera sin telefon- och växelfabrik samt huvudkontor vid närbelägna Telefonplan ritad av arkitekt Ture Wennerholm. Efter andra världskriget utökades antal byggnader på området och utanför. 

## Byggnaden

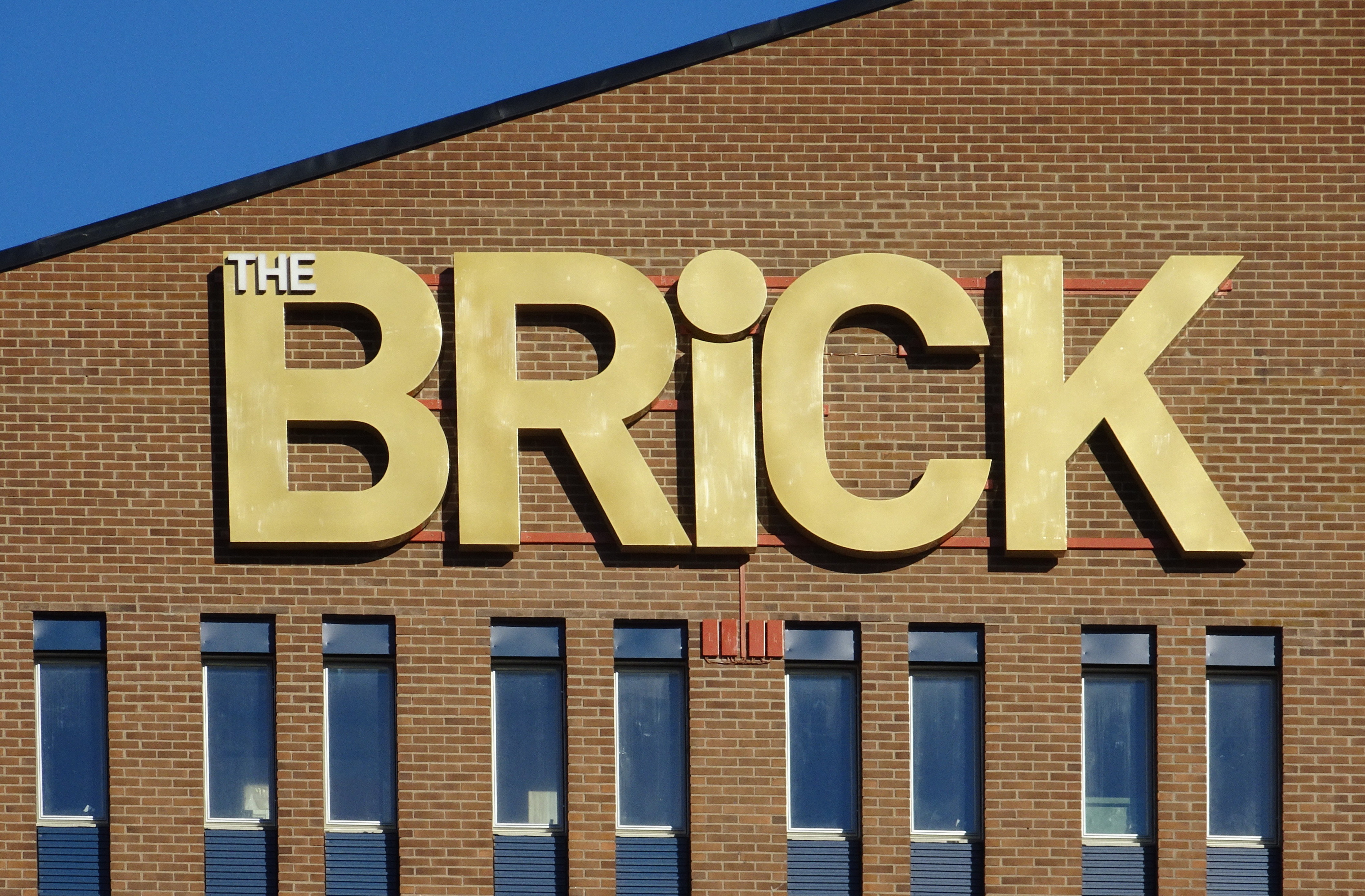
"The Brick", 2018.

Längs Södertäljevägen uppfördes 1968-1974 Ericssons senaste tillskott i Västberga; ett stort tegelkomplex innehållande laboratorier, undervisningslokaler och kontor. Anläggningen ritades av arkitekt Anders Berg. Han delade upp byggnaden i huvudsakligen fem byggnadskroppar med tvärställda vinkelbyggnader mot gårdssidan, en gårdsbyggnad och en vinkelbyggnad i söder mot Mikrofonvägen. Här höjer sig fasaden till en pulpettakliknande kil med Ericssons logotyp. 
Fasadgestaltningen är sluten och domineras av mörkrött tegel med vertikala fönsterband och fönsterbröstningar av blåfärgad korrugerad aluminiumplåt. En del fasader är klädda med blåfärgade plåtkassetter. Den bärande konstruktionen utgörs huvudsakligen av platsgjuten betong.
Hela byggnadskomplexet är väl synligt invid motorvägen och har blivit ett lokalt välkänt landmärke i södra Stockholms stadsbild. Enligt Stockholms stadsmuseums kulturhistoriska klassificering är området blåmärkt vilket anger bebyggelse vars kulturhistoriska värde motsvarar fordringarna för byggnadsminnen i kulturminneslagen.

## Ombyggnad
Efter att hyresgästen Ericsson sagt upp sitt hyresavtal för avflytt i slutet av juni 2013 till lokaler i Kista, planerar den nya ägaren Alm Equity (med bland andra Björn Ulvaeus som delägare) en ombyggnad från kontor till bostäder. Under namnet The Brick, som även syns på husets fasad, förvandlas områdets sex kvarter till cirka 1 100 nya bostäder.

## Bilder

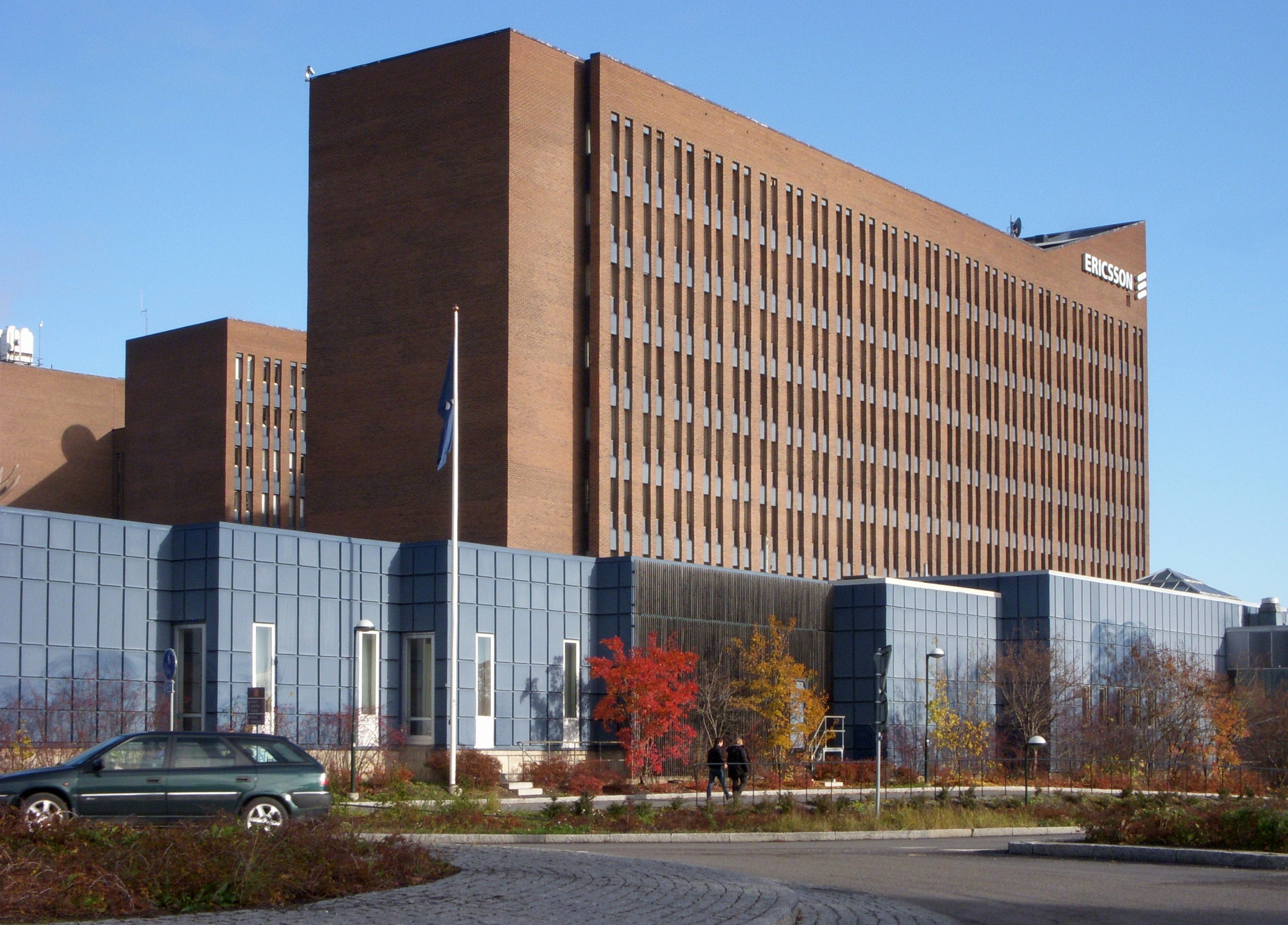
Fasader mot sydväst
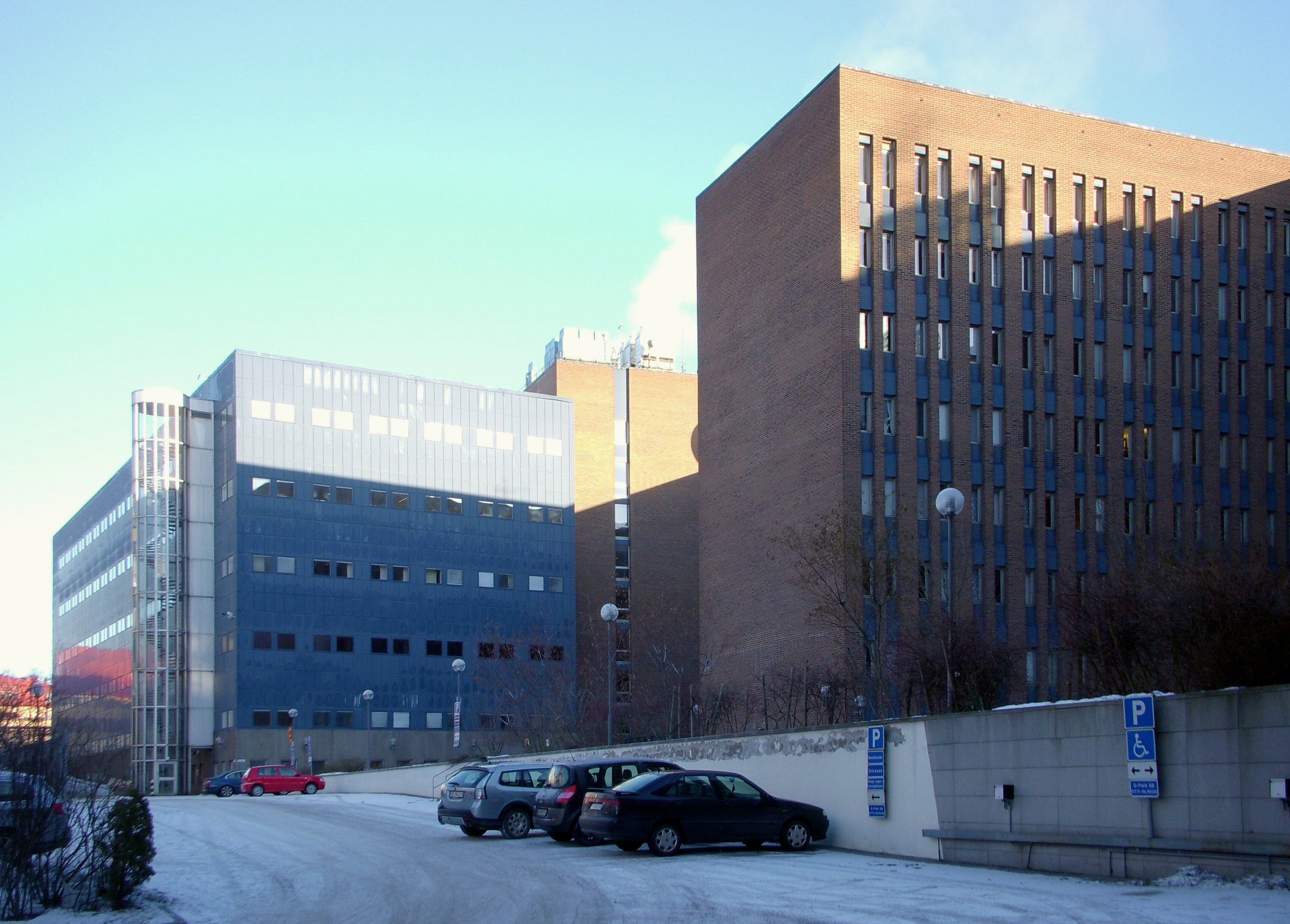
Byggnader mot gården
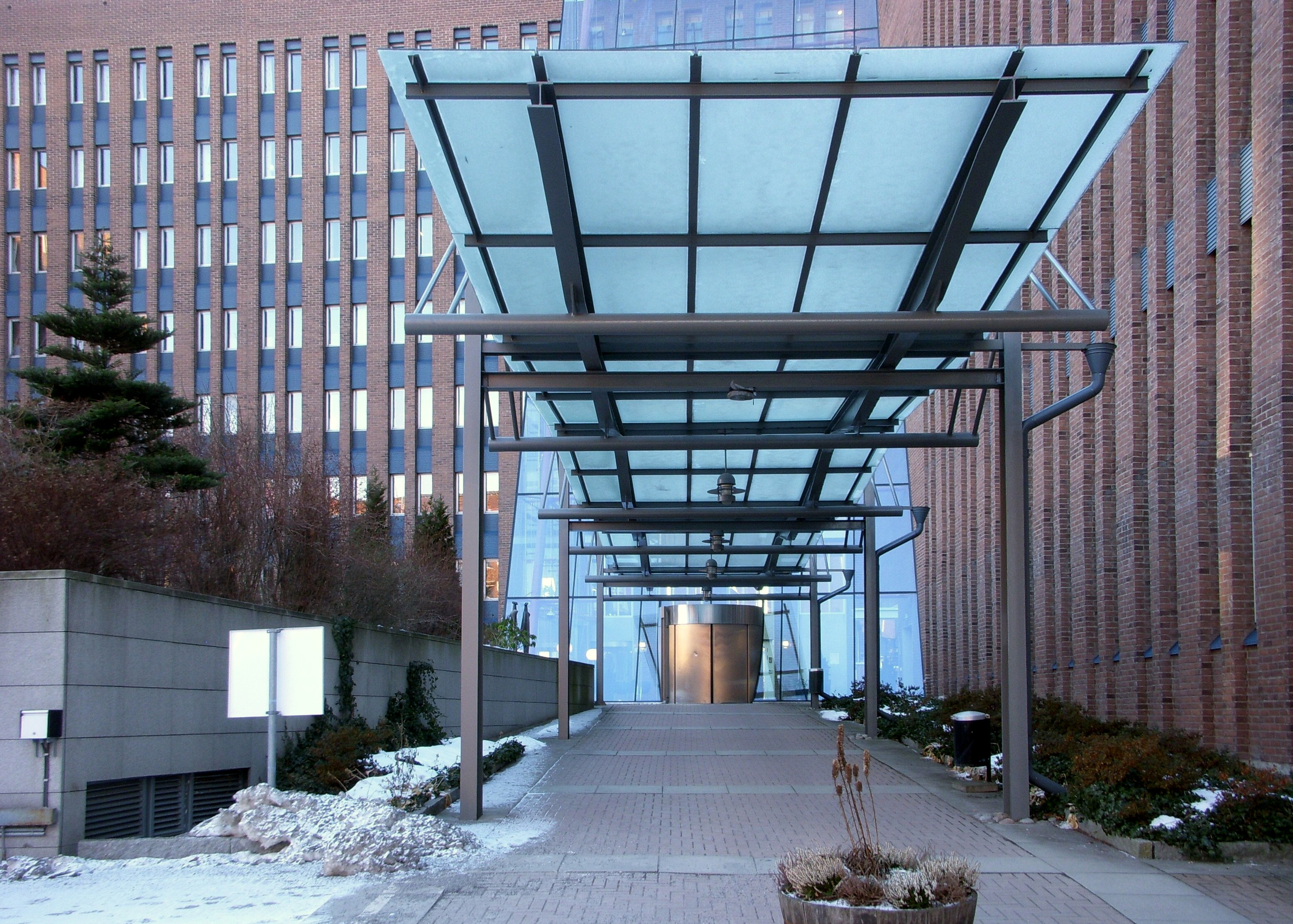
Huvudentrén
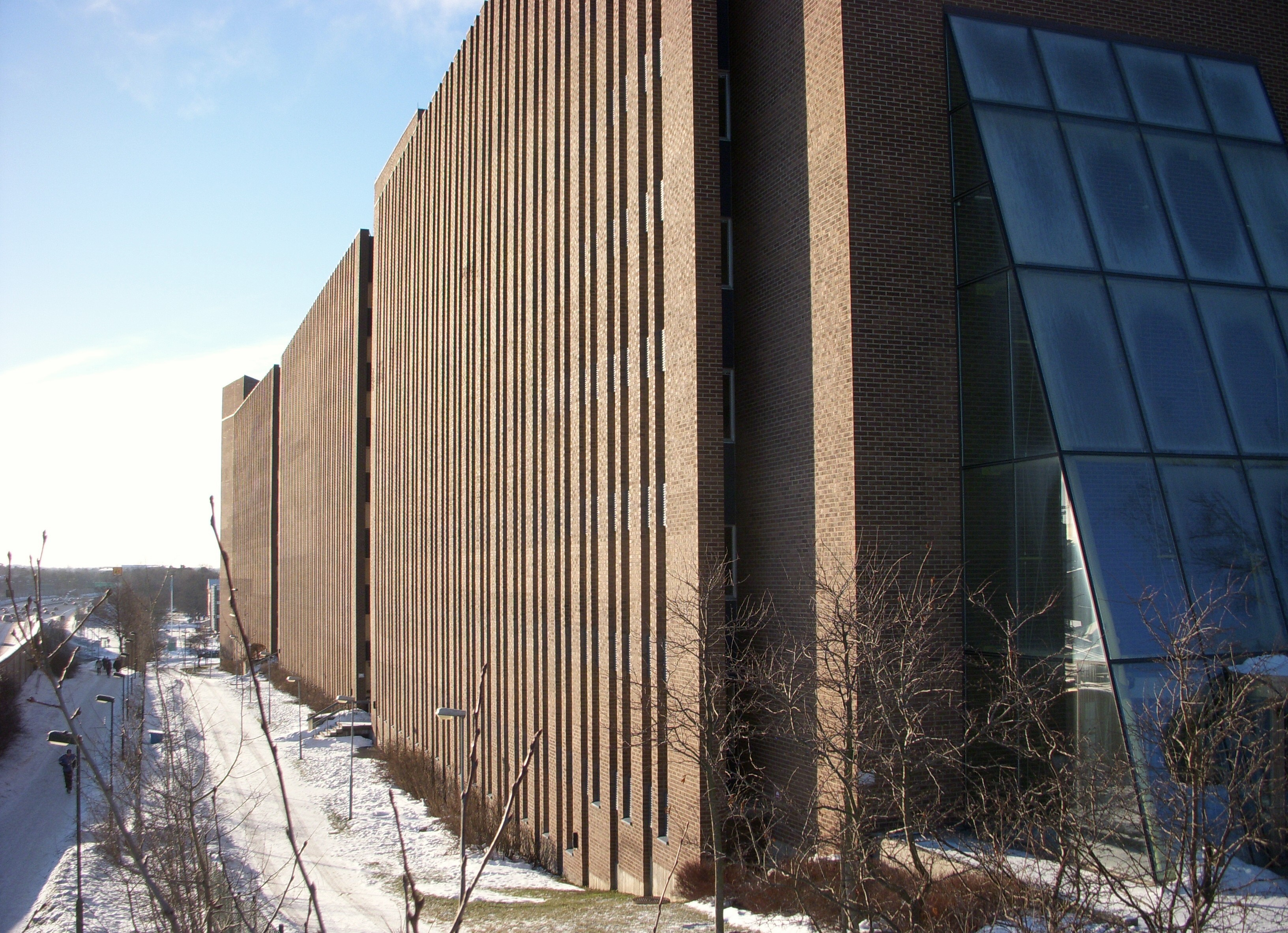
Fasad mot Södertäljevägen
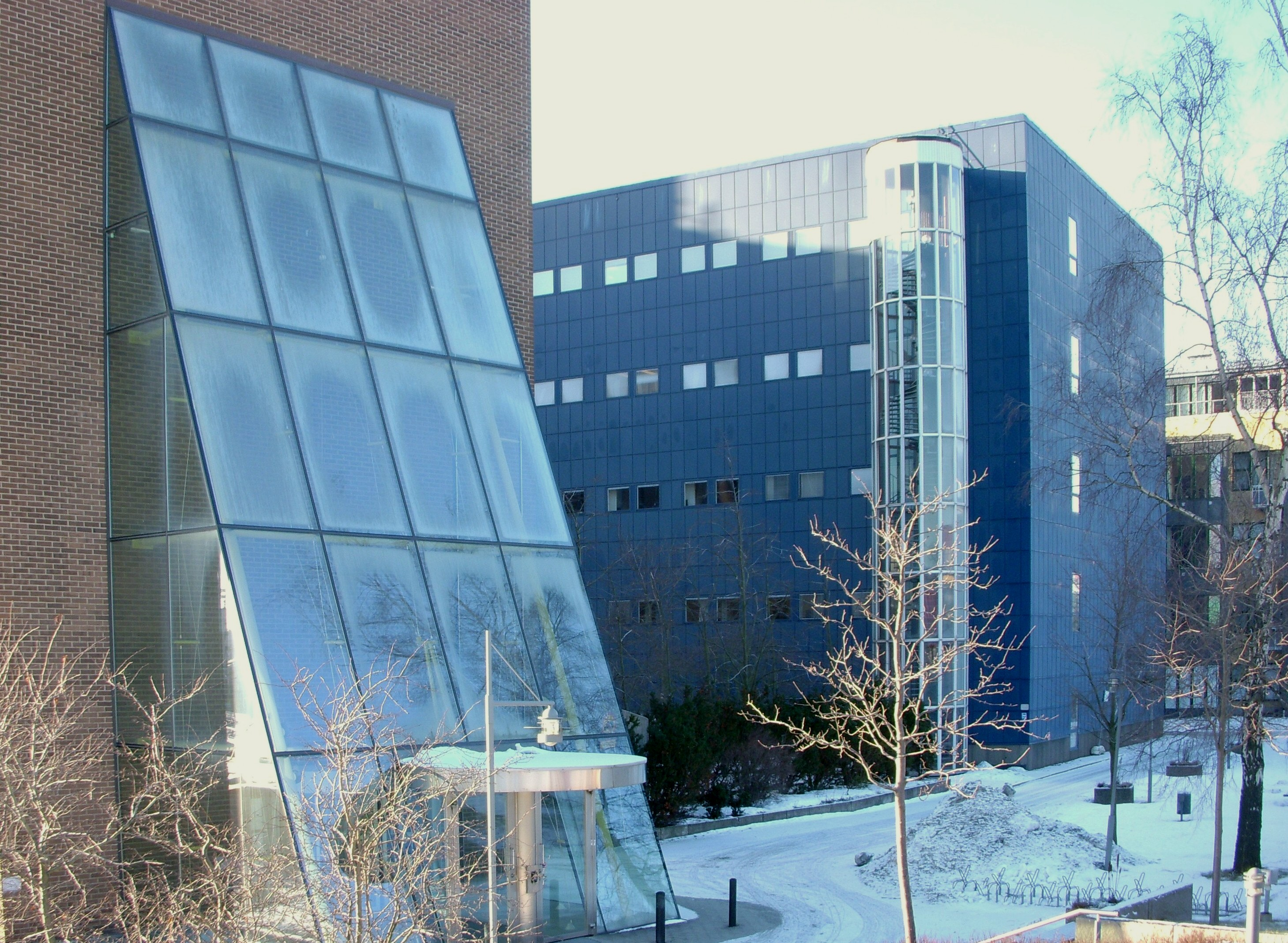
Fasaderna mot norr